# Cuesta del Rato
Cuesta del Rato (en castellà) és un llogaret del municipi de Castellfabib, a la comarca del Racó d'Ademús (País Valencià).
Situat a uns 3 quilòmetres al nord de Castellfabib, sobre una lloma al marge esquerre del riu Ebrón, a 912 msnm. El llogaret de Cuesta del Rato se situa al límit amb Aragó.
A Cuesta del Rato hi viuen 16 persones (2011) i l'edifici més destacat és l'església de Sant Dídac.